# Велика радянська енциклопедія
Велика радянська енциклопедія (рос. Большая советская энциклопедия, БСЭ) — найвідоміша й найповніша енциклопедія, що видавалася в СРСР видавництвом «Советская энциклопедия». За кількістю статей і обсягом, за кількістю друкованих знаків друге видання «ВРЕ» перевершувало всі тогочасні енциклопедії, зокрема найвідоміші — Британіку, американську, французьку Лярусс, попри низку недоліків і окремих помилок щодо правдивості і новизни відомостей.
Однак чітка ідеологічна спрямованість видання позбавляла його об'єктивності й неупередженості. Основні досягнення, що мав український народ, в цій енциклопедії приписувалися комуністичній партії СРСР, визвольні змагання й рухи трактувалися як буржуазно-націоналістичні, чимало видатних українських діячів представлено як російських.

## Історія створення
Ще в перші роки радянської влади в Росії В. І. Ленін поставив завдання створити радянську популярну енциклопедію. Випуск радянських енциклопедій став можливим лише після закінчення громадянської війни та іноземної інтервенції, після здобуття перших серйозних успіхів у відбудові народного господарства і будівництві соціалістичної культури. Протягом 1925–1947 років вийшло в світ 1-е видання «ВРЕ».
У зв'язку з тим, що на кінець 40-х років більшість статей 1-го видання «ВРЕ» застаріла, не відображала змін, які відбулися в політичному, економічному і культурному житті СРСР і зарубіжних країн, в лютому 1949 Рада Міністрів СРСР прийняла постанову про 2-е видання «ВРЕ» і визначила його програму. Нове видання «ВРЕ» повинно було стати систематизованим зведенням знань з соціально-економічних і природничих наук, техніки, військової справи та універсальним довідником для широких кіл радянської інтелігенції.

## Видання
Енциклопедія мала три видання.

### Перше видання
Перше видання складалося з 65 томів і додаткового тому без номера — «СРСР» (рос. СССР). Друковано у 1926–1947 роках. Головний редактор (до 1941 року) — академік О. Ю. Шмідт. Обсяг становив 4 400 авторських аркушів, тираж — 50—70 тис. примірників. Містить близько 65 тис. слів (статей), 12 тис. ілюстрацій і понад 1 000 карт.

### Друге видання
Друге видання складалося з 50 томів і додаткового тому 51 «СССР», том 52 (у двох книгах) «Алфавітний покажчик», 1950–1960. Обсяг близько 5 000 авторських аркушів. Видання містить близько 96 тис. слів, близько 41 тис. ілюстрацій, близько 2 400 карт. Головні редактори — академіки С. І. Вавилов (1949–1951), Б. А. Введенський (1951—1958).
Друге видання «ВРЕ» створено колективними зусиллями діячів радянської науки і культури, з участю багатьох зарубіжних наукових установ і вчених. Першим головним редактором 2-го вид. «ВРЕ» був покійний президент АН СРСР С. І. Вавілов (1949—1951), який згуртував навколо видання Енциклопедії великі наукові сили. Велику кількість статей було перекладено і видано окремими брошурами та збірками в Китаї, Чехословаччині, НДР, Болгарії, Угорщині, Греції, Японії та ін. закордонних країнах. Значне місце належить статтям, присвяченим Українській РСР. Крім великого нарису «Українська Радянська Соціалістична Республіка» (44-й том), у «ВРЕ» надруковано понад півтори тисячі статей про народне господарство і культуру України, окремі її області, міста, про державних і політичних діячів, видатних діячів науки, культури, мистецтва.

### Третє видання
Третє видання складається з 30 томів, том 24 у двох книгах (книга перша: «Собаки» — «Струна», книга друга: «СРСР»), 1969–1978. У 1981 році випущено додатковий том без номера «Алфавітний іменний покажчик». Містить 95 279 статті, 29 120 ілюстрацій, 3701 портрет и 524 кольорові карти. Головний редактор — академік О. М. Прохоров.
У 2001 році компанія «Аутопан» видала останній (30-томний) варіант Великої радянської енциклопедії на 3 компакт-дисках (CD).

## Інші радянські енциклопедії
| Оригінальна назва                   | Українська назва                       | Томи         | Дати      |
| ----------------------------------- | -------------------------------------- | ------------ | --------- |
| Українська радянська енциклопедія   | Українська радянська енциклопедія      | 17           | 1959-1965 |
| Ўзбек совет энциклопедияси          | Узбецька радянська енциклопедія        | 14           | 1971-1980 |
| Մեծ սովետական հանրագիտարան          | Вірменська радянська енциклопедія      | 13           | 1974-1987 |
| Беларуская савецкая энцыклапедыя    | Білоруська радянська енциклопедія      | 12           | 1969-1975 |
| ქართული საბჭოთა ენციკლოპედია        | Грузинська радянська енциклопедія      | 12           | 1975-1987 |
| Latvijas padomju enciklopēdija      | Латвійська радянська енциклопедія      | 11           | 1981-1988 |
| Азәрбајҹан Совет Енсиклопедијасы    | Азербайджанська радянська енциклопедія | 10           | 1976-1987 |
| Қазақ совет энциклопедиясы          | Казахська радянська енциклопедія       | 10           | 1972-1978 |
| Lietuviškoji tarybinė enciklopedija | Литовська радянська енциклопедія       | 10           | 1976-1985 |
| Түркмен совет энциклопедиясы        | Туркменська радянська енциклопедія     | 10           | 1974-1989 |
| Енчиклопедия советикэ молдовеняскэ  | Молдовська радянська енциклопедія      | 8            | 1970-1981 |
| Энциклопедияи советии тоҷик         | Таджицька радянська енциклопедія       | 8            | 1978-1988 |
| Eesti nõukogude entsüklopeedia      | Естонська радянська енциклопедія       | 8            | 1968-1976 |
| Кыргыз Совет Энциклопедиясы         | Киргизька радянська енциклопедія       | 6            | 1976-1980 |
| Сибирская советская энциклопедия    | Сибірська радянська енциклопедія       | 4 (план — 6) | 1929—1933 |
| Уральская советская энциклопедия    | Уральська радянська енциклопедія       | 1 (план — ?) | 1933      |